# Ba 'Alawiyya
A Ba `Alawiyya (árabe: طريقة آل باعلوي) é uma tariqa sufi baseada em Hadramaute, Iêmen. Foi fundada por al-Faqih Muqaddam As-Sayyid Muhammad bin Ali Ba'Alawi al-Husaini (m. 1232), que recebeu seu ijaza de Abu Madyan, no Marrocos, através de dois de seus discípulos.